# All Hell's Breakin' Loose
Singles de Kiss
Lick It Up
(1983) Heaven's on Fire
(1984)
Pistes de Lick It Up
Gimme More
(5) À Million to One
(7)
All Hell's Breakin' Loose est une chanson du groupe américain Kiss, extrait de l'album Lick It Up sorti en 1983. Il s'agit du second et dernier single de cet album, ce dernier n'est pas arrivé à entrer dans le classement américain mais se positionne à la 71e place en Allemagne.
Bien que les crédits soient données aux quatre membres du groupe, c'est-à-dire Paul Stanley, Gene Simmons, Eric Carr et Vinnie Vincent, Eric Carr a été l'auteur principal de la chanson, avec la musique et les arrangements.
Carr fut contrarié que Stanley utilise un rap pour le verset de la chanson (un des premiers exemples d'une fusion rap rock). Carr a déclaré plus tard qu'il pensait que la contribution de Paul Stanley sur ce titre a aidé à ce que cette chanson soit incluse sur l'album, et plus tard sortie en single.
All Hell's Breakin' Loose est l'une des deux chansons dans l'histoire du groupe dans laquelle les quatre membres du groupe ont participé à l'écriture du morceau, l'autre étant Love Theme From Kiss.
Comme beaucoup de singles de Kiss, un clip vidéo a été tourné, le clip a été réalisé par Martin Kahan et produit par Lenney Grodin. La vidéo a été nommée pour les MTV Video Music Awards en 1984.

## Composition du groupe
- Paul Stanley – guitare rythmique, chants (sur All Hell's Breakin' Loose et Gimme More).
- Gene Simmons – basse, chants (sur Young and Wasted).
- Vinnie Vincent – guitare solo
- Eric Carr – batterie, percussions

## Liste des titres
| 1. | All Hell's Breakin' Loose | Paul Stanley, Gene Simmons, Vinnie Vincent, Eric Carr | 4:34 |
| 2. | Gimme More                | Gene Simmons, Vinnie Vincent                          | 3:41 |

| 1. | All Hell's Breakin' Loose | Paul Stanley, Gene Simmons, Vinnie Vincent, Eric Carr | 4:34 |
| 2. | Young and Wasted          | Gene Simmons, Vinnie Vincent                          | 3:41 |

## Format
| Année | Pays       | Format    | Catalogue | Label              |
| ----- | ---------- | --------- | --------- | ------------------ |
| 1983  | Allemagne  | Vinyle 7" | 818 108-7 | Casablanca Records |
| 1983  | États-Unis | Vinyle 7" | 818 216-7 | Mercury Records    |